# Margarete Fechner
Margarete Fechner, geborene Schnelle (* 16. März 1899 in Brandenburg an der Havel; † 13. August 1983 in Berlin), war eine deutsche Politikerin (SPD).
Margarete Schnelle war eine Tochter eines Weißgerbers, der als Sozialdemokrat später Gastwirt wurde. In dessen Lokal verkehrten auch die Sozialdemokraten Otto Wels und Hermann Müller, die Margarete Schnelle dort kennenlernte. Sie besuchte eine Mittelschule und wurde Dienstmädchen. 1913 trat sie in die Sozialistische Arbeiter-Jugend (SAJ) ein, 1917 auch der SPD. Später machte sie eine Ausbildung in der Stenografie und Schreibmaschine. 1920 ging sie nach Berlin-Spandau und arbeitete als Schreibkraft bei Siemens. Sie heiratete 1922 den Pädagogen und Kommunalpolitiker Paul Fechner und wurde Hausfrau. Von 1944 bis zum Ende des Zweiten Weltkriegs wurde sie in das Luftfahrtgerätewerk Hakenfelde dienstverpflichtet.

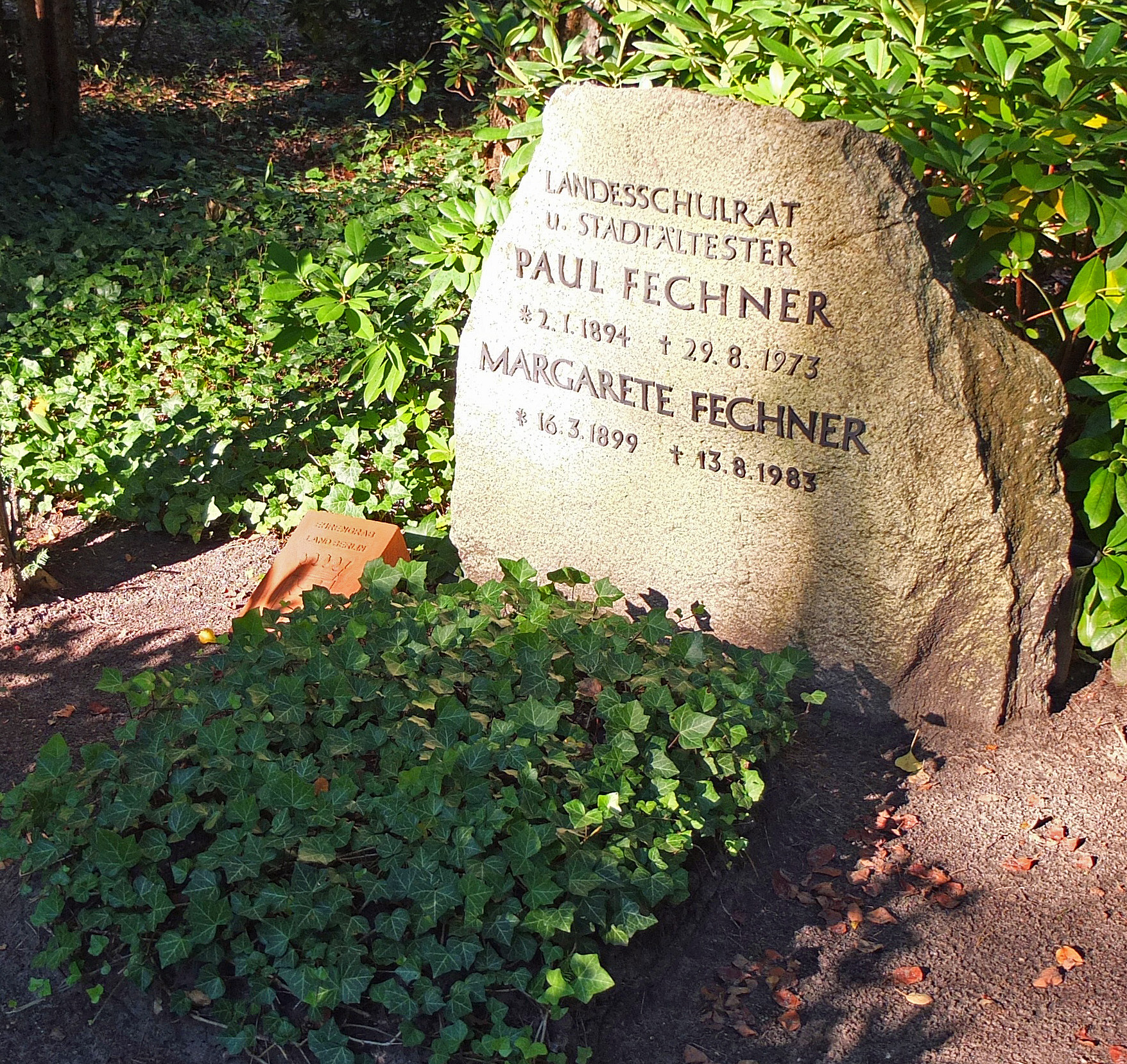
Grabstein des Ehepaars Fechner auf dem Friedhof In den Kisseln

Nach dem Krieg wurde das Ehepaar sofort politisch tätig, er als Schulrat und Bezirksstadtrat im Bezirk Spandau und sie bei der Berliner Wahl 1946 als Mitglied der Stadtverordnetenversammlung von Groß-Berlin. Im Februar 1950 musste Margarete Fechner aus gesundheitlichen Gründen aus dem Parlament ausscheiden, ihr Nachrücker wurde daraufhin Otto Theuner.